# ادوارد گیئرک
ادوارد گیئرک (به لهستانی: Edward Gierek) (زاده ۶ ژانویه ۱۹۱۳ – درگذشته ۲۹ ژوئیه ۲۰۰۱) سیاست‌مدار کمونیست لهستانی بود که از ۱۹۷۰ تا ۱۹۸۰ دبیراول حزب کارگران متحد لهستان، حزب حاکم بر این کشور بود. او در این مدت به شکل دفاکتو رهبری حکومت لهستان را بر عهده داشت. او که پس از ولادیسلاو گومولکا به رهبری حزب رسید و پس از ده سال به واسطهٔ اعتصاب‌های کارگری که منجر به ظهور اتحادیه همبستگی سولیدارنوشچ شده بود از کار برکنار شد.

## سرگذشت
ادوارد گیئرک در سیلزی علیا در لهستان امروزی، در خانواده‌ای کاتولیک متولد شد. او در کودکی به فرانسه مهاجرت کرد اما در ۱۹۳۴ به جرم دفاع از کمونیسم به لهستان بازگردانده شد. او مجددا برای کار در معادن زغال سنگ لهستان را ترک کرد به بلژیک رفت. طی جنگ جهانی دوم او به مقاومت بلژیک علیه نیروهای آلمان نازی پیوست. او پس از جنگ در شرایطی به لهستان بازگشت که ۲۲ سال را خارج از کشور خود گذرانده بود.
گیئرک در سال ۱۹۵۴ به کمیتهٔ مرکزی حزب کارگران متحد لهستان راه یافت. توانایی او در سخنرانی عمومی باعث پیشرفت سریع او در عرصهٔ‌ سیاست شد.

گیئرک به همراه جیمی کارتر، رئیس جمهور وقت ایالات متحده، ۱۹۷۷

او در دسامبر ۱۹۷۰ به عنوان دبیراول حزب کارگران متحد لهستان و در واقع به رهبری جمهوری خلق لهستان برگزیده شد. سیاست‌های او به باز شدن فضای سیاسی در لهستان منجر شد، تا حدی که در این دوره لهستان را  بازترین حکومت در بلوک شرق از نظر سیاسی می‌دانستند. او در سال ۱۹۸۰ و طی اعتراض‌ها و اعتصاب‌های جنبش همبستگی سولیدانوشچ، مجوز تاسیس این اتحادیهٔ کارگری مخالف حکومت را صادر کرد. این عمل موجب عزل او از رهبری حزب شد.
ادوارد گیئرک در ۲۹ ژوئیه ۲۰۰۱ در سن ۸۸ سالگی درگذشت.